# نورمان بي. جيمس
نورمان بي. جيمس هو سياسي كندي، ولد في 4 أغسطس 1872 في المملكة المتحدة، وتوفي في 12 ديسمبر 1963. حزبياً، نشط في حزب الائتمان الاجتماعي في ألبرتا ‏. وقد انتخب عضو الجمعية التشريعية ألبرتا.